# Torneo Interbritannico 1922
Il Torneo Interbritannico 1922 fu la trentaquattresima edizione del torneo di calcio conteso tra le Home Nations dell'arcipelago britannico. Il torneo fu vinto dalla Scozia.

## Risultati
| Data            | Luogo      | Squadra 1   | Risultato | Squadra 2   |
| --------------- | ---------- | ----------- | --------- | ----------- |
| 22 ottobre 1921 | Belfast    | Irlanda     | 1 - 1     | Inghilterra |
| 4 febbraio 1922 | Wrexham    | Galles      | 2 - 1     | Scozia      |
| 4 marzo 1922    | Glasgow    | Scozia      | 2 - 1     | Irlanda     |
| 13 marzo 1922   | Liverpool  | Inghilterra | 1 - 0     | Galles      |
| 1º aprile 1922  | Belfast    | Irlanda     | 1 - 1     | Galles      |
| 8 aprile 1922   | Birmingham | Inghilterra | 0 - 1     | Scozia      |

## Classifica
| Pos | Squadra     | Pti | G | V | N | P | GF | GS |
| --- | ----------- | --- | - | - | - | - | -- | -- |
| 1   | Scozia      | 4   | 3 | 2 | 0 | 1 | 4  | 3  |
| 2   | Inghilterra | 3   | 3 | 1 | 1 | 1 | 2  | 2  |
| 2   | Galles      | 3   | 3 | 1 | 1 | 1 | 3  | 3  |
| 4   | Irlanda     | 2   | 3 | 0 | 2 | 1 | 3  | 4  |

## Vincitore
| Campione 1922 Scozia |